# Коензим Q
Коензим Q (CoQ), познат също като убиквинон или убихинон, е биологически активен квинон с изопреноидна странична верига, сроден по структура с витамин K и витамин E.
Оксидираната структура на CoQ или Q е дадена тук:
Различните видове коензим Q се различават по броя изопреноидни странични вериги, които имат. Най-често срещания CoQ в човешките митохондрии e Q10. Дадената по-горе диаграма има три изопреноидни единици и може да бъде наречена Q3.
Ако коензим Q се намали с един еквивалент, се получава следната структура (убисемиквинон), която се означава QH. Забележете свободния радикал на единия от кислородните атоми в пръстена.
Ако коензим Q се намали с два еквивалента, съединението става убиквинол, означавано QH2:
CoQ се съдържа в мембраните на ендоплазматичния ретикулум, пероксизомите, лизозомите, алвеолите и особено във вътрешната мембрана на митохондрията, където той е важна част от веригата за електронен трансфер. Там той предава редуциращи еквиваленти към акцептори като коензим Q - цитохром C редуктаза:
CoQH2+ 2 Fe+3-цитохром C → CoQ + 2 Fe+2-цитохром C
Заради способността си да прехвърля електрони и по този начин да действа като антиоксидант, коензим Q е модна диетична добавка.
Допълнителното приемане на коензим Q10 има благотворен ефект върху състоянието на някои болни от мигрена. Изследва се и приложението му като лекарство при рак и за облекчение на страничните ефекти от лечението на рака.
Последните изследвания показват, че коензим Q10 би могъл да действа като важен антиоксидант в тялото и мозъка. Някои от тези изследвания показват, че коензим Q10 би могъл да предпазва мозъка от невродегенеративни болести като Паркинсон и също така от вредните странични ефекти на преминала исхемична атака (удар) в мозъка.